# Li Šidžen
Li Šidžen, z vljudnostnim imenom Dongbi, je bil kitajski akupunkturist, zeliščar, naravoslovec, farmakolog, zdravnik in pisatelj iz dinastije Ming, * 3. julij 1518, † 1593.  
Je avtor Kompendija zdravilnih snovi (kitajsko Bencao gangmu), ki ga je pisal sedemindvajset let.  Razvil je več metod za razvrščanje sestavin zelišč in medikamentov za zdravljenje bolezni.
Kompendij je farmakološko besedilo s 1.892 vnosi, podrobnostmi o več kot 1.800 tradicionalnih kitajskih zdravilih, 1.100 ilustracijami in 11.000 recepti. Opisal je tudi vrsto, obliko, okus, naravo in uporabo 1094 zelišč za zdravljenje bolezni. Knjiga je prevedena v več jezikov. Razprava je vključevala različne s farmakologijo povezane teme, kot so botanika, zoologija, mineralogija in metalurgija. Ohranjenih je pet izvirnih izvodov njegovega dela.

## Življenje
Poleg Kompendija zdravilnih snovi je Li Šidžen napisal še enajst drugih knjig, vključno z Binhu majšue (Študija srčnega utripa) in Čindžing bamaj kao (Pregled osmih dodatnih meridianov). Živel je v času dinastije Ming in so nanj vplivala novokonfucijanska prepričanja tistega časa. Rodil se je v današnjem mestu Čidžov v okrožju Čičun v Hubeju 3. julija 1518. Kot otrok je zbolel za očesno boleznijo, ki naj bi jo povzročilo prekomerno uživanje poprovih zrn.
Li Šidženov stari oče je bil zdravnik, ki je potoval po podeželju in bil razvrščan razmeroma nizko na družbeni lestvici tistega časa. Njegov oče je bil tradicionalni zdravnik in učenjak, ki je napisal več vplivnih knjig. Sina je spodbujal, naj si poišče službo v vladi dinastije Ming. Li je trikrat opravljal državni izpit in bi trikrat neuspešen, zato se je obrnil k medicini. Oče ga je pri svojih 78 letih vzel za vajenca. Ko je bil Li Šidžen star 38 let in postal zdravnik, je ozdravil sina princa Čuja in bil zatem povabljen v državno službo. Nekaj let kasneje je dobil položaj pomočnika predsednika na Cesarskem medicinskem inštitutu v Pekingu. Na družbeni lestvici se je povzpel zelo visoko, kot je prvotno želel njegov oče, vendar se je leto kasneje vrnil k poklicu zdravnika.
Na svojem državnem položaju je Li lahko bral redke medicinske knjige. Začel je popravljati nekatere napake in nasprotujoče si podatke v teh medicinskih publikacijah in kmalu je začel pisati svojo  knjigo Kompendij zdravilnih snovi, da bi v njej objavil pravilne informacije v logično organiziranem sistemu. Del Kompendija  je temeljil na knjigi Džingši Dženglej Bejdži Bencao (Zaupne medicinske snovi za nujne primere), ki je vsebovala tudi formule in recepte za večino vnosov. Med pisanjem Kompendija  je potoval, pridobival izkušnje iz prve roke, lokalna zelišča  in zdravila ter prebral več kot 800 knjig.
Pisanje Kompendija je s tremi popravki trajalo sedemindvajset let in močno vplivalo na avtorjevo zdravje. Govorilo se je, da je med pisanjem deset let neprekinjeno živel v zaprtih prostorih in zelo shujšal.
Umrl je pred uradno objavo knjige. Takratni cesar njegovi smrti ni posvečal veliko pozornosti.

## Kompendij zdravilnih snovi
Lijevi viri so obsegali skoraj 900 knjig. Kompendij je bil zaradi obsežnosti iz zapletenega sistema vnosa podatkov težaven za uporabo. Li je snovi razdelil na živalske, mineralne in rastlinske in nato v skupine glede na njihov izvor, na primer rastišče, ali po  posebnih značilnostih. Vse sladko dišeče rastline, na primer, je združil v eno kategorijo.
V vsak vnos je vključil: 
- podatke o predhodno napačnih klasifikacijah,
- podatke o drugih imenih, vključno z viri imen,
- zbrane razlage, komentarje in citate v kronološkem zaporedju, vključno z izvorom snovi, videzom, časom nabiranja, medicinsko uporabnimi deli in podobnostmi z drugimi zdravilnimi snovmi,
- informacije o pripravi gradiva,
- pojasnilo dvomljivih točk,
- popravke napak,
- okus in naravo snovi,
- naštevanje glavnih indikacij
- razlago učinkov in
- naštevanje receptov, v katerih se snov uporablja, vključno z obliko in odmerkom.[4]

Kompendij zdravilnih snovi je vseboval skoraj 1900 snovi, od katerih jih 374 ni bilo omenjenih v drugih delih. Razen opisov snovi je vseboval tudi približno 11.000 receptov, od katerih jih je bilo 8.000 malo znanih. V Kompediju je bilo tudi 1160 ilustracij.
Li Šidžen je razen Kompendija pisal tudi  žolčnih kamnih, uporabi ledu za znižanje telesne temperature ter uporabi pare in hlapnih snovi za preprečevanje širjenja okužbe. Li je poudarjal  tudi preventivno medicino. Rekel je, da je "zdravljenje  bolezni enako čakanju, da postaneš žejen, preden izkoplješ vodnjak ...". Naštel je več kot 500 načinov ohranjanja dobrega zdravja in krepitve  telesa, od katerih jih je 50 odkril sam.
Ohranjenih je šest izvodov njegovega Kompendija zdravilnih snovi. Eden je v Kongresni knjižnici ZDA, dva na Kitajskem in trije na Japonskem. Sedmi izvod je bil v Berlinu je bil uničen med drugo svetovno vojno. Kasneje je bilo objavljenih več novih izdaj in prevodov.